# Club Social y Deportivo Galcasa de Villa Nueva
El Club Social y Deportivo Galcasa de Villa Nueva es un equipo de fútbol de Guatemala que juega en la Tercera División de Guatemala, la cuarta liga de fútbol en importancia en el país.

## Historia
Fue fundado en el año 1970 en la ciudad de Villa Nueva y su nombre se debe a la empresa Galvanizadora Centro América SA, la cual por sus iniciales se le conoce como Galcasa.
Lograron el ascenso a la Liga Nacional de Guatemala en 1984, bajo el mando, del técnico uruguayo Orlando De León Cattalurda, luego de vencer al Laboratorios Jiménez en la final disputada a dos partidos en el Estadio Mateo Flores en el mes de noviembre con un marcador global de 10-4.
Su primer logro importante ocurrió en la temporada 1986, en la cual quedaron de subcampeones de liga solo por detrás del Aurora FC y así clasificar a su primer torneo internacional, la Copa de Campeones de la Concacaf 1987, en la cual fueron eliminados en la segunda ronda centroamericana tras quedar en último lugar en la fase de grupos disputada en Tegucigalpa, Honduras.
Lamentablemente el 24 de abril de 1993, jugando ante el equipo de CD Suchitepéquez, el Galcasa se despide del fútbol de la máxima categoría con un triunfo por 3-0, aunque el descenso no fue en el torneo, ya que se dio por decisión del entonces dueño del equipo Richard Conoday, el cual estaba harto de las pésimas labores de los árbitros en sus partidos ante los equipos grandes, vendiéndole el cupo al Deportivo Mictlán.
El club acumula más de 700 partidos en la máxima categoría del fútbol de Guatemala, ubicándose entre los 10 mejores equipos de la tabla histórica del país.

## Jugadores
Algunos futbolistas notables que formaron parte del equipo laminero fueron:
| - Julio García Guzmán - Martín Machón - Iván Franco Sopegno - Fernando Curutchet - Byron Pérez - René Villavicencio | - Carlos Díaz López - Félix McDonald - Rolando Valdez - Jorge Hurtarte - Luis Ernesto Tapia |

## Palmarés
- Liga Nacional de Guatemala: 0
  - Subcampeón: 1

1986
- Copa de Guatemala: 1

1980
- Copa Campeón de Campeones: 1

1980
- Primera División de Guatemala: 1

1974, 1984

## Participación en competiciones de la Concacaf
| Torneo                           | Temporada | Ronda    | Club         | Resultado |
| -------------------------------- | --------- | -------- | ------------ | --------- |
| Copa de Campeones de la Concacaf | 1987      | Centro 2 | CD Olimpia   | 0-1       |
| Copa de Campeones de la Concacaf | 1987      | Centro 2 | CD Águila    | 1-4       |
| Copa de Campeones de la Concacaf | 1987      | Centro 2 | CS Herediano | 0-2       |